# Ne dis rien (chanson de Maurice Aubret et George Fairman)
Pour les articles homonymes, voir Ne dis rien.
Ne dis rien est une chanson française créée en 1929 par Maurice Aubret pour les paroles, et George Fairman (en) pour la musique et, dont les interprètes principales sont Damia et Esther Lekain.
La chanson sort (avec Les Goélands) et avec un accompagnement d'orchestre de Pierre Chagnon, sous le label Columbia en format Shellac, 10", 78 RPM (78 tours, 25 cm)  L'enregistrement est de 3 m 06 s.